# Margarita Betova
Margarita Melikovna Betova (solteira: Gasparyan; russo: Маргари́та Ме́ликовна Гаспаря́; nascida em 1º de setembro de 1994) é uma tenista profissional russa.
Possui dois títulos de simples e quatro de duplas no circuito WTA, como nove de simples e oito de duplas no circuito ITF. Seus melhores rankings foram 41 de simples (06/06/2016) e 25 de duplas.

## Vida pessoal
Filha de Melik, pai armênio, e Lyudmila, mãe russa, Margarita começou a jogar tênis aos 5 anos. Seu pai foi levantador de peso por um tempo e sua mãe biatlonista. O clube da cidade em que treina é o CSKA Moscou.
Aos 27 anos, casou-se com o tenista bielorrusso Sergey Betov em julho de 2021. Em 23 de dezembro de 2021, Betova deu à luz a um filho, Daniil Betov.
Usou Gasparyan até o último torneio antes da pausa na carreira, o Torneio de Roland Garros de 2021. Retornou em 2023. Sua primeira competição de nível WTA foi em fevereiro, no WTA de Abu Dhabi, onde estreou com o sobrenome Betova.

## WTA finais

### Simples: 1 (1 título)
| Legenda                                      |
| -------------------------------------------- |
| Grand Slam (0–0)                             |
| WTA Tour Championships (0–0)                 |
| Tier I / Premier Mandatory & Premier 5 (0–0) |
| Tier II / Premier (0–0)                      |
| Tier III, IV & V / International (1–0)       |

| Resultado | N. | Data          | Torneio                    | Piso | Oponente           | Placar        |
| --------- | -- | ------------- | -------------------------- | ---- | ------------------ | ------------- |
| Campeão   | 1. | 2 Agosot 2015 | Baku Cup, Baku, Azerbaijão | Duro | Patricia Maria Țig | 6–3, 5–7, 6–0 |

### Duplas: 2 (1 título 1 vice)
| Legenda                                      |
| -------------------------------------------- |
| Grand Slam (0–0)                             |
| WTA Tour (0–0)                               |
| Tier I / Premier Mandatory & Premier 5 (0–0) |
| Tier II / Premier (0–0)                      |
| Tier III, IV & V / International (0–1)       |

| Posição | N. | Data             | Torneio                              | Piso | Parceira         | Oponentes                            | Placar   |
| ------- | -- | ---------------- | ------------------------------------ | ---- | ---------------- | ------------------------------------ | -------- |
| Vice    | 1. | 13 Setembro 2014 | Tashkent Open, Tashkent, Uzbequistão | Duro | Alexandra Panova | Aleksandra Krunić Kateřina Siniaková | 2–6, 1–6 |
| Campeã  | 1. | 2 Agosto 2015    | Baku Cup, Baku, Azerbaijão           | Duro | Alexandra Panova | Vitalia Diatchenko Olga Savchuk      | 6–3, 7–5 |

## ITF finais

### Simples: 9 (9–0)
| Legend            |
| ----------------- |
| $100,000 torneios |
| $75,000 torneios  |
| $50,000 torneios  |
| $25,000 torneios  |
| $10,000 torneios  |

| Posição | N. | Data              | Torneio                     | Piso     | Oponentes            | Placar      |
| ------- | -- | ----------------- | --------------------------- | -------- | -------------------- | ----------- |
| Campeã  | 1. | 25 Março 2012     | Moscou, Rússia              | Carpete  | Lyudmyla Kichenok    | 6–0 retired |
| Campeã  | 2. | 5 Maio 2012       | Moscou, Rússia              | Duro (i) | Çağla Büyükakçay     | 6–3 4–6 6–1 |
| Campeã  | 3. | 14 Maio 2012      | Moscou, Rússia              | Saibro   | Daria Gavrilova      | 4–6 6–4 7–6 |
| Campeã  | 4. | 21 Setembro 2012  | Yoshkar-Ola, Rússia         | Duro     | Nadiya Kichenok      | 7–5 7–6     |
| Campeã  | 5. | 11 Novembro 2013  | Minsk, Belarus              | Duro (i) | Anastasiya Vasylyeva | 6–4 6–4     |
| Campeã  | 6. | 2 Novembro 2014   | Sharm el-Sheikh, Egito      | Duro     | Elitsa Kostova       | 6–3, 6–0    |
| Campeã  | 7. | 1 Fevereiro 2015  | Andrézieux-Bouthéon, França | Duro (i) | Elitsa Kostova       | 6–4, 6–4    |
| Campeã  | 8. | 22 Fevereiro 2015 | Moscou, Rússia              | Duro (i) | Karine Sarkisova     | 6–0, 6–4    |
| Campeã  | 9. | 5 Abril 2015      | Croissy-Beaubourg, França   | Duro (i) | Mathilde Johansson   | 6–3, 6–4    |